# اد اوبراین
ادوارد جان اوبرایان  (به انگلیسی: Edward John O'Brien)(متولد ۱۵ آوریل ۱۹۶۸) موسیقیدان و ترانه‌نویس انگلیسی ویکی از سه گیتاریست گروه آلترنیتیو راک ردیوهد است. او همچنین یکی از خواننده‌های کمکی گروه در اجراهای هارمونی در کنسرت‌های زنده و بسیاری از قطعات گروه‌است. (این کار را به همراه درامر فیل سلوی انجام می‌دهد). به علاوه او برای پروژه تصادف ۷ دنیا نیز گیتار نواخته‌است.
در زمان کار او در ردیوهد بسیاری ار رنک‌ها و لیست‌ها اوبرایان را به عنوان یکی از بهترین گیتاریست‌های دوره جدید انتخاب کرده‌اند.

## ردیوهد
اوبرایان بیشتر برای افکت‌ها و تکنیک‌های خاصی که در موسیقی ردیوهد کاملاً مشخص است شناخته می‌شود. حتی در آهنگ‌هایی که از هیچ گیتاری هم استفاده نمی‌شود پدال‌های او برای هدف‌های دیگری مانند موج‌دار کردن صدای تام یورک (اوبرایان به همراه جانی گرینوود از کواس پد استفاده می‌کنند) استفاده می‌شود. همچنان که اوبرایان گیتار را به تنهایی یادگرفته‌است نوازنده درام نیز هست. با این وجود تنها قطعه‌ای که در آن اوبرایان درام می‌نوازد قطعه آنجا آنجا است که به همراه جانی گرینوود به نواختن ساز کوبه‌ای می‌پردازند.
اوبرایان بیشتر به تام یورک در گسترش آهنگ‌هایی که تام یورک نوشته‌است کمک می‌کند. برای مثال او در ساختن قطعه کارما پلیس و خوش‌شانس (او سازنده قسمت ابتدایی آهنگ است و صدای پشت تام یورک را می‌خواند) و سه انگشتی سهم به سزایی داشته‌است.
در هنگام اجراهای زنده اوبرایان صدای پشت را در بسیاری از آهنگ‌ها بر عهده دارد.

## کار خارج از ردیوهد

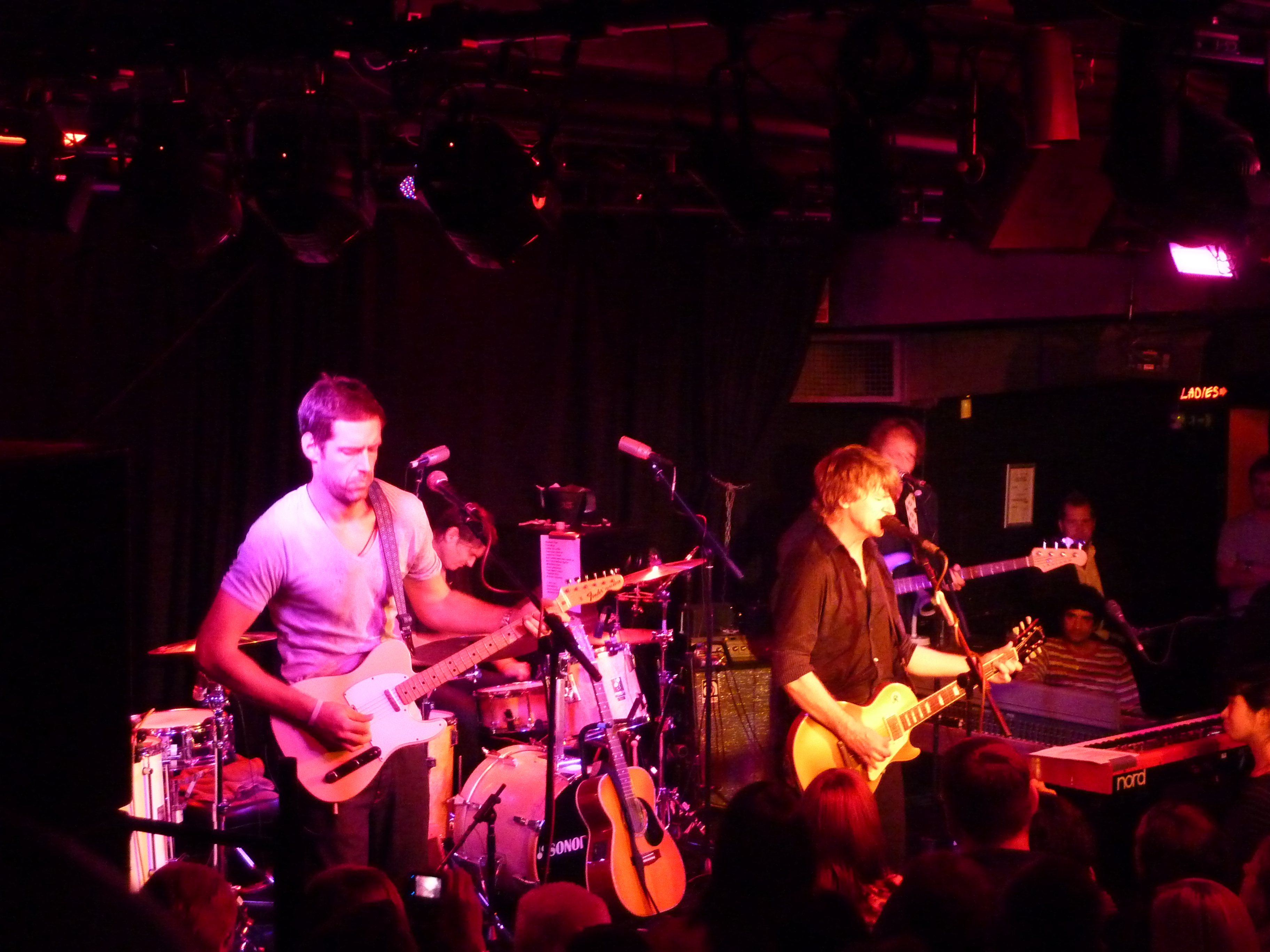
کنسرت آهنگ برخورد ۷ جهان

اوبرایان در ساختن موسیقی متن فیلم خیابان اوئرکا قبل از ضبط بچه الف سهم داشته‌است. در هنگام ضبط بچه الف و فراموشکار او با پست‌هایش در سایت ردیوهد آخرین اخبار دربارهٔ گروه را به گوش هواداران ردیوهد می‌رساند و نحوه ضبط این آلبوم‌های اکسپریمنتال را شرح می‌داد.
اوبرایان به همراه نیل فین به عنوان یکی از اعضای تصادف هفت دنیا به اجرا در تورها پرداخت. او در آلبومی که از این گروه در سال ۲۰۰۱ منتشر شد صدای زمینه و گیتار را برعهده داشت و در آلبوم استودیویی که در سال ۲۰۰۹ منتشر کردند، خورشید بیرون می‌آید، نیز همین نقش‌ها را تکرار کرد و نویسنده دو قطعه نیز بود.
اوبرایان پایه‌ریز اصلی ائتلاف هنرمندان برجسته نیز هست که برای دفاع از حقوق هنرمندان به‌وجود آمده‌است.

## زندگی شخصی
اوبرایان به همراه همسرش سوزان کوبرایان که سابقاً برای سازمان عفو بین‌الملل کار می‌کرده‌است در لندن زندگی می‌کند. , او تنها عضو ردیوهد است که در آکسفوردشایر زندگی نمی‌کند. این زوج صاحب یک پسر به نام سالوادور هستند که در ژانویه سال ۲۰۰۴ به دنیا آمده‌است و یک دختر به نام اونا هستند که در اوایل سال ۲۰۰۶ به دنیا آمده‌است. اوبرایان فارغ‌التحصیل رشته اقتصاد از دانشگاه منچستر است. او بلندقدترین عضو ردیوهد است که قدش در حدود۱۹۵سانتی‌متر است.